# Herbert Kaiser
Herbert Kaiser, né le 16 mars 1916 à Jessen et mort le 5 décembre 2003 à Felde, est un pilote de chasse allemand de la Luftwaffe pendant la Seconde Guerre mondiale et officier dans la Bundeswehr d'après-guerre.

## Biographie
Herbert Kaiser débuta sa carrière sous les ordres du jeune Johannes Steinhoff au sein de la 2./JG 132 avant de passer au groupe aéronavale Trägergruppe 186. Après la Pologne, son unité participa à l'invasion des Pays- Bas où le futur as ouvrit son compteur de victoires le 10 mai 1940 sur un Fokker D.XXI néerlandais ; un succès toutefois peu glorieux selon l'intéressé en raison du différentiel de vitesse important entre le Bf 109 et son adversaire du moment. Kaiser combattit ensuite lors la campagne de Norvège durant laquelle son unité sera intégrée à la JG 77 comme troisième groupe (III./JG 77), avant de migrer en Bretagne à la fin de l'année 1940.
Les Balkans constituèrent l'étape suivante avant que ne débute l'invasion de l'URSS à l'été 1941. Les combats l'emmèneront au-delà du Dniepr jusqu'en Crimée, avant de remonter plus au nord, une période où Kaiser réalisera la majorité de son tableau de chasse jusqu'en 1942. Deux de ses succès lui laisseront un souvenir impérissable, quand en novembre 1941, son unité reçut la visite de l'inspecteur de la chasse Werner Mölders. L'Oberfeldwebel Kaiser, déjà titulaire d'une vingtaine de victoires, fit alors mention des difficultés rencontrées pour descendre les appareils d'attaque blindés Il-2. Le lendemain, les deux hommes s'envolèrent ensemble et repérèrent une formation de six Il-2. Mölders en descendit un avec sa technique personnelle avant de demander à son binôme d'en faire autant. Kaiser s'exécuta et abattit deux autres adversaires ; la leçon n'avait duré que 12 min.
À l'automne 1942, Kaiser se retrouva en Afrique du nord et affronta le 27 octobre six P-40 lors d'un vol de reconnaissance ; il parviendra à se défaire de deux d'entre eux avant d'être lui-même touché et forcé de revenir à pied. Fin février 1943 et après trois années de combats non-stop, Herber Kaiser quitta le front pour devenir instructeur au sein du Erg. JGr. Süd. Le 14 mars, il reçoit à Marignane la Croix de Chevalier pour ses 50 victoires passées. Il retournera à la JG 77 durant une courte période puis passa à la JG 1 en janvier 1944, auréolé de presque 1 000 missions et quatre succès supplémentaires réalisés dans les ciels de Sardaigne et d'Italie.
Affecté à la 7./JG 1, Herbert Kaiser porta son score à 65 à l'issue des combats au-dessus du Reich, avant que tout son groupe ne participe à la bataille de Normandie. Les 12, 13 et 30 juillet, il abattit un Spitfire, un Typhoon et revendiqua un P-47. Mais une semaine plus tard, il se fera descendre en tentant d'intercepter une formation d'une centaine de Lancaster escortés par 150 chasseurs. Il s'éjecta mais se brisa la hanche et la cuisse en heurtant sa dérive, des blessures qui l'éloigneront du front jusqu'en février 1945,.
Kaiser se verra ensuite affecté à la JV 44 d'Adolf Galland. En raison de ses blessures et son incapacité de piloter le Me 262, il se contentera de coordonner les mouvements aériens de l'unité depuis le sol jusqu'à la fin de la guerre. Son palmarès final s'établit à 68 victoires (une quarantaine à l'Est) et près de 1 200 missions.
Après la guerre, Herbert Kaiser intégrera la nouvelle Luftwaffe dans la Bundeswehr et terminera sa carrière avec le grade d'Oberstleutnant.